# East Bernard (Teksas)
East Bernard je grad u američkoj saveznoj državi Teksas. Prema popisu stanovništva iz 2010. u njemu je živjelo 2.272 stanovnika.